# 24 maja
24 maja jest 144. (w latach przestępnych 145.) dniem w kalendarzu gregoriańskim. Do końca roku pozostaje 221 dni.

## Święta
- Imieniny obchodzą: Amalia, Dagmara, Dawid, Donacjan, Franciszek, Jan, Joanna, Ludwik, Maria, Milena, Orion, Tomira, Ubysława, Wanesa, Wincenty i Zuzanna.
- Bermudy – Bermuda Day
- Belize – Dzień Wspólnoty Narodów
- Bułgaria – Dzień Edukacji i Kultury
- Ekwador – Uroczystość Bitwy pod Pichinchą
- Erytrea – Święto Niepodległości
- państwa Europy – Europejski Dzień Parków Narodowych[1] (w rocznicę utworzenia 1. europejskiego parku Sarek w Szwecji)
- Macedonia Północna – Święto św. Cyryla i Metodego
- Polska – Święto Wojsk Specjalnych (od 2008)[2]
- Wspomnienia i święta w Kościele katolickim[3][4] obchodzą:
  - Najświętsza Maryja Panna Wspomożycielka Wiernych[5]
  - św. Dawid I (król Szkocji)
  - bł. Ludwik Zefiryn Moreau (biskup)
  - św. Wincenty z Lerynu (mnich i ojciec Kościoła)

## Wydarzenia w Polsce
- 1609 – Król Zygmunt III Waza opuścił wraz z rodziną i dworem Wawel, przenosząc się na stałe do Warszawy.
- 1633 – III wojna polsko-rosyjska: wojska polsko-kozackie pod wodzą ks. Jeremiego Wiśniowieckiego rozpoczęły oblężenie Putywla.
- 1800 – W Kielcach pożar strawił większość budynków mieszkalnych w centrum miasta oraz ratusz.
- 1807 – IV koalicja antyfrancuska: dowództwo pruskie podpisało akt kapitulacji Gdańska przed wojskami Napoleona Bonapartego.
- 1829 – Car Mikołaj I Romanow został koronowany w Warszawie na króla Polski.
- 1889 – W dzienniku „Kurier Codzienny” ukazał się ostatni odcinek powieści Lalka Bolesława Prusa.
- 1893 – Józef Friedlein został prezydentem Krakowa.
- 1906 – Oddano do użytku kamienną wieżę widokową na Wielkiej Sowie w Sudetach.
- 1909 – W Poznaniu utworzono Polskie Towarzystwo Demokratyczne.
- 1931 – Oddano do użytku maszt radiowy w Raszynie.
- 1936 – Na Jasnej Górze odbyło się Wielkie Ślubowanie Młodzieży Akademickiej w 280. rocznicę ślubów lwowskich przy udziale blisko 20 tys. studentów[6].
- 1943:
  - Josef Mengele otrzymał przeniesienie do obozu koncentracyjnego Auschwitz.
  - Rzeź wołyńska: 170 osób zostało zamordowanych przez UPA we wsi Niemodlin w powiecie kostopolskim.
- 1944 – W odwecie za zastrzelenie Niemca w Szymbarku, rozstrzelano 10 działaczy z Tajnej Organizacji Wojskowej „Gryf Pomorski”.
- 1945:
  - Utworzono: Uniwersytet Łódzki, Politechnikę Łódzką, Politechnikę Gdańską i Politechnikę Śląską.
  - Zostało stoczone jedno z największych starć zbrojnego podziemia antykomunistycznego – bitwa w Lesie Stockim na Lubelszczyźnie, w której zgrupowanie partyzantów AK-DSZ pod dowództwem majora Mariana Bernaciaka ps. „Orlik” odniosło zwycięstwo nad oddziałami NKWD, KBW, UB i MO.
- 1953 – Podczas odbywających się w Warszawie X Mistrzostw Europy w Boksie stoczono walki finałowe. Polscy bokserzy zdobyli 5 złotych medali, trzykrotnie pokonując reprezentantów ZSRR.
- 1976 – Premiera filmu Con amore w reżyserii Jana Batorego.
- 1988 – Podczas rozbiórki kamienicy w Środzie Śląskiej została odkryta i rozgrabiona druga część tzw. skarbu średzkiego.
- 1996 – Premiera filmu Gry uliczne w reżyserii Krzysztofa Krauzego.
- 1999 – Ks. prof. Stanisław Wielgus, wieloletni rektor KUL, został mianowany biskupem diecezji płockiej.
- 2001:
  - Odsłonięto Pomnik Ofiar Katynia w Katowicach.
  - Rozpoczęła się 3-dniowa wizyta premiera Rosji Michaiła Kasjanowa.
- 2002 – Sejm RP przyjął ustawę o rozwiązaniu Urzędu Ochrony Państwa i powołaniu w jego miejsce Agencji Bezpieczeństwa Wewnętrznego i Agencji Wywiadu.
- 2007 – Sejm RP przyjął ustawę dotyczącą finansowania leczenia ofiar wypadków drogowych z OC i ustawę o utworzeniu Wojsk Specjalnych RP.
- 2015 – W II turze wyborów prezydenckich Andrzej Duda pokonał ubiegającego się o reelekcję Bronisława Komorowskiego.

## Wydarzenia na świecie

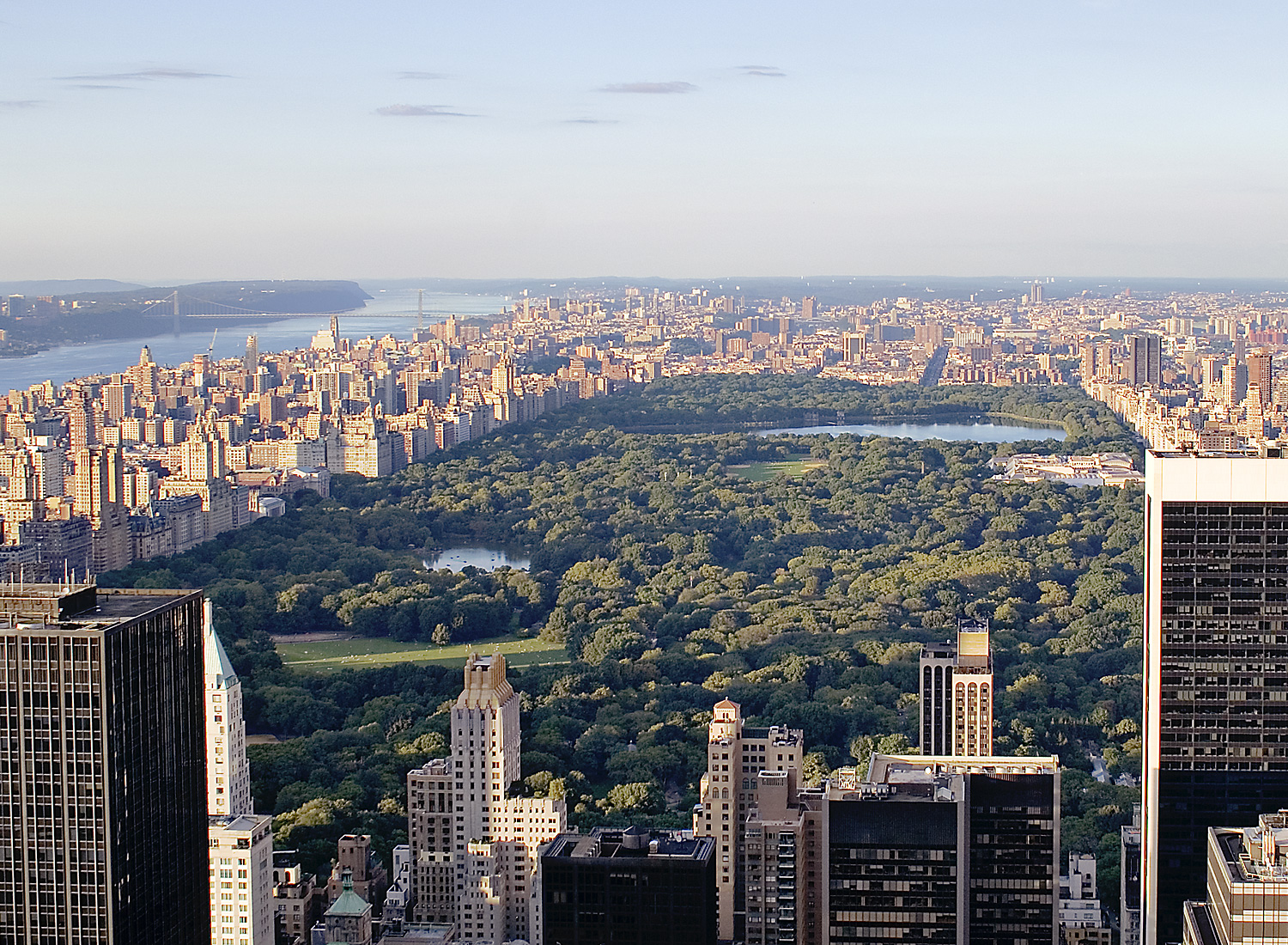
Central Park na Manhattanie – widok współczesny

- 843 – Zwycięstwo wojsk bretońskich nad zachodniofrankijskimi w bitwie pod Blain.
- 1013 – W Merseburgu w nocy z 24 na 25 maja Henryk II Święty i Bolesław I Chrobry podpisali traktat pokojowy kończący wojnę polsko-niemiecką.
- 1086 – Wiktor III został papieżem.
- 1153 – Malcolm IV został królem Szkocji.
- 1218 – V wyprawa krzyżowa: flota krzyżowców wypłynęła z Akki w Ziemi Świętej i skierowała się na Damiettę w Egipcie.
- 1276 – Magnus I Birgersson został koronowany w katedrze w Uppsali na króla Szwecji.
- 1337 – Król Francji Filip VI Walezjusz ogłosił konfiskatę angielskiego lenna Gujenny, co rozpoczęło wojnę stuletnią.
- 1370 – Dania i Liga Hanzeatycka zawarły pokój w Stralsundzie.
- 1487 – Podający się za zaginionego hrabiego Warwick Edwarda Plantageneta oszust Lambert Simnel został (jako Edward VI) koronowany w Dublinie na samozwańczego króla Anglii.
- 1571 – Wojska chana krymskiego Dewleta I Gireja spaliły Moskwę, w wyniku czego zginęło od 10 tys. do 80 tys. mieszkańców.
- 1621 – Została formalnie rozwiązana Unia Protestancka.
- 1626 – Dyrektor Generalny Nowych Niderlandów Peter Minuit kupił od plemienia Algonkinów za towary wartości 60 guldenów wyspę Manhattan.
- 1667 – Wybuchła francusko-hiszpańska wojna dewolucyjna.
- 1671 – W Paryżu odbyła się premiera komedii Szelmostwa Skapena Moliera.
- 1681 – We Francji otwarto Kanał Południowy.
- 1683 – Otwarto Ashmolean Museum w Oksfordzie.
- 1689 – Angielski parlament uchwalił akt tolerancyjny, który zapewnił opiekę protestantom na Wyspach Brytyjskich. W dokumencie celowo zostali pominięci katolicy.
- 1738 – Został zapoczątkowany ruch metodystyczny w łonie protestantyzmu.
- 1822 – Została stoczona bitwa u podnóża wulkanu Pichincha, która zadecydowała o wyzwoleniu Ekwadoru spod panowania hiszpańskiego.
- 1829 – Papież Pius VIII ogłosił encyklikę Traditi humilitati, potępiającą nowe doktryny filozoficzne faworyzujące indyferentyzm, nowe tłumaczenia Pisma Świętego pozbawione imprimatur kościelnego, stowarzyszenia sekretne i broniącą sakramentalnego związku małżeńskiego.
- 1832 – W czasie konferencji londyńskiej ogłoszono powstanie Królestwa Grecji.
- 1844 – Samuel Morse przesłał z Waszyngtonu do Baltimore pierwszą w historii wiadomość własnej konstrukcji telegrafem elektrycznym.
- 1846 – Wojna amerykańsko-meksykańska: gen. Zachary Taylor zajął Monterrey.
- 1862 – Powstała masońska Wielka Loża Chile.
- 1866 – Wojna paragwajska: zwycięstwo wojsk koalicji antyparagwajskiej w bitwie pod Tuyuti.
- 1883 – W Nowym Jorku otwarto Most Brookliński.
- 1891 – W Mińsku została zorganizowana pierwsza publiczna wystawa sztuk pięknych. Wystawiono około 100 prac lokalnych artystów.
- 1892 – W Kownie uruchomiono pierwszą linię tramwaju konnego.
- 1900:
  - Papież Leon XIII kanonizował Jana Chrzciciela de la Salle i Rytę z Cascii.
  - W Petersburgu zwodowano krążownik „Aurora” i pancernik „Pobieda”.
- 1901 – 81 górników zginęło w wyniku eksplozji w kopalni węgla kamiennego w Senghenydd w Walii.
- 1903:
  - Wystartował samochodowy wyścig Paryż-Madryt, przerwany tego samego dnia z powodu licznych wypadków w których zginęło 8 osób.
  - Założono niemiecki automobilklub ADAC.
- 1909 – W Szwecji założono najstarszy europejski Park Narodowy Sarek.
- 1910 – Rozpoczęła działalność niemiecka sieć perfumerii Douglas.
- 1913:
  - Księżniczka Wiktoria Luiza, jedyna córka cesarza Wilhelma II i cesarzowej Augusty Wiktorii, poślubiła w Berlinie księcia Ernesta Augusta Hanowerskiego.
  - W wyniku runięcia górnego pokładu dwupoziomowego mola w Long Beach w Kalifornii zginęły 33 osoby, a ok. 200 zostało rannych.
- 1914 – Założono klub piłkarski Lewski Sofia.
- 1918:
  - I wojna światowa: zwycięstwo ormiańskich ochotników nad wojskami tureckimi w bitwie pod Sardarapatem; początek ormiańsko-tureckiej bitwy pod Karakilisa.
  - Powołano Południowoamerykańską Konfederację Lekkoatletyczną.
  - W Budapeszcie odbyła się premiera opery Zamek Sinobrodego Béli Bartóka
- 1928 – Sterowiec „Italia” pod dowództwem Umberto Nobilego osiągnął biegun północny.
- 1930:
  - Brytyjska pilotka Amy Johnson, jako pierwsza kobieta na tej trasie, zakończyła po 19 dniach samotny przelot samolotem de Havilland DH.60 Moth z Croydon (obecnie część Londynu) do Darwin w Australii.
  - Został aresztowany niemiecki seryjny morderca Peter Kürten („Wampir z Düsseldorfu”).
- 1932 – Niemiecki astronom Karl Wilhelm Reinmuth odkrył planetoidę (1862) Apollo, potencjalnie zagrażającą Ziemi.
- 1933 – Zakończyła się wojna kolumbijsko-peruwiańska.
- 1935:
  - Na nieistniejącym już stadionie Crosley Field w Cincinnati w stanie Ohio rozegrano pierwszy w historii Major League Baseball mecz przy sztucznym oświetleniu (Cincinnati Reds-Philadelphia Phillies).
  - Następca tronu Danii książę Fryderyk ożenił się z księżniczką szwedzką Ingrid Bernadotte.
- 1936 – Założono ukraiński klub piłkarski Szachtar Donieck.
- 1937 – Wielki terror: członek KC RKP(b)/WKP(b) i Politbiura WKP(b) Jānis Rudzutaks został aresztowany przez NKWD pod zarzutem trockizmu i szpiegostwa na rzecz III Rzeszy.
- 1939 – Dokonano oblotu włoskiego myśliwca Reggiane Re.2000.
- 1941:
  - Bitwa o Atlantyk: w Cieśninie Duńskiej niemiecki pancernik „Bismarck” zatopił brytyjski krążownik liniowy HMS „Hood” z 1418 marynarzami i oficerami na pokładzie.
  - Kampania śródziemnomorska: przewożący żołnierzy włoski statek pasażerski SS „Conte Rosso” został zatopiony u wybrzeży Sycylii przez brytyjski okręt podwodny HMS „Upholder”, w wyniku czego zginęło 1297 spośród 2729 osób na pokładzie.
- 1943 – Brytyjski ambasador przy polskim rządzie na uchodźstwie w Londynie Owen O’Malley przesłał do ministra spraw zagranicznych Anthony’ego Edena tajny raport na temat zbrodni katyńskiej, w którym wskazał na wysokie prawdopodobieństwo popełnienia zbrodni przez ZSRR.
- 1944 – Bitwa o Atlantyk: u wybrzeży Norwegii brytyjska łódź latająca Short Sunderland zatopiła bombami głębinowymi niemiecki okręt podwodny U-675 wraz z całą, 51-osobową załogą.
- 1947 – Tetsu Katayama został premierem Japonii.
- 1948 – I wojna izraelsko-arabska: zwycięstwem wojsk egipskich zakończyła się bitwa o Jad Mordechaj (19-24 maja).
- 1949 – Weszła w życie uchwalona poprzedniego dnia Ustawa Zasadnicza Republiki Federalnej Niemiec.
- 1950:
  - 25 osób zginęło, a jedna została ranna w katastrofie należącego do linii LANSA samolotu Douglas C-47 Skytrain w Kolumbii.
  - Włoski reżyser filmowy Roberto Rossellini ożenił się ze szwedzką aktorką Ingrid Bergman.
- 1956 – Szwajcarka Lys Assia z utworem Refrain wygrała 1. Konkurs Piosenki Eurowizji w szwajcarskim Lugano.
- 1960 – Został wystrzelony amerykański satelita szpiegowski MIDAS 2.
- 1961 – Cypr został członkiem Rady Europy.
- 1962 – Odbył się lot statku Mercury-Atlas 7 z czwartym amerykańskim astronautą Scottem Carpenterem na pokładzie.
- 1964 – 318 osób zginęło, a ponad 500 zostało rannych w zamieszkach po meczu piłkarskim Peru-Argentyna w Limie.
- 1966 – Były pierwszy prezydent niepodległej Ugandy i panujący król (kabaka) Bugandy Edward Mutesa został obalony przez armię ugandyjską i udał się na wygnanie do Wielkiej Brytanii.
- 1970 – Na Półwyspie Kolskim na północy Rosji rozpoczęto wiercenie najgłębszego odwiertu na świecie SG-3 (12 226 m).
- 1972 – Frakcja Czerwonej Armii (RAF) dokonała w zachodnioniemieckim Heidelbergu zamachu na kwaterę główną armii amerykańskiej w Europie, w wyniku którego zginęło 3 żołnierzy, a 5 zostało rannych.
- 1975:
  - Nur ad-Din ar-Rifa’i został premierem Libanu.
  - Z kosmodromu Bajkonur został wystrzelony statek Sojuz 18 z dwuosobową załogą.
- 1980 – W Seulu wykonano wyrok śmierci przez powieszenie na byłym szefie południowokoreańskiego wywiadu (KCIA) gen. Kim Jae-kyu, który 7 miesięcy wcześniej zastrzelił podczas obiadu urzędującego prezydenta Park Chung-hee.
- 1981:
  - W katastrofie samolotu Hawker Siddeley HS 748 w południowym Ekwadorze zginął prezydent kraju Jaime Roldós Aguilera, jego żona, minister obrony i 6 innych osób. Nowym prezydentem został dotychczasowy wiceprezydent Osvaldo Hurtado Larrea.
  - Została odkryta Larissa, jeden z księżyców Neptuna.
- 1982:
  - Wojna iracko-irańska: wojska irańskie wyzwoliły miasto Chorramszahr, biorąc 25 tys. jeńców irackich.
  - W zamachu bombowym na francuską ambasadę w Bejrucie zginęło 12 osób, a 27 zostało rannych.
- 1988 – Lecący z Belize Boeing 737 środkowoamerykańskich linii lotniczych TACA Airlines wylądował awaryjnie, po zgaśnięciu obu silników, na wale przeciwpowodziowym pod Nowym Orleanem. Nikt spośród 38 pasażerów i 7 członków załogi nie zginął.
- 1991:
  - Podczas ewakuacji etiopskich Żydów w ramach operacji „Salomon” izraelski Jumbo Jet zabrał na pokład rekordowych 1122 pasażerów.
  - Premiera amerykańskiego dramatu filmowego Thelma i Louise w reżyserii Ridleya Scotta.
- 1992 – Ibrahim Rugova został prezydentem Kosowa.
- 1993:
  - Erytrea uzyskała niepodległość (od Etiopii).
  - Konflikt kurdyjsko-turecki: 33 tureckich żołnierzy i kilku cywilów zginęło w ataku na autobus przeprowadzonym przez kurdyjskich rebeliantów w południowo-wschodniej Turcji.
  - Meksykański kardynał, arcybiskup metropolita Guadalajary Juan Jesús Posadas Ocampo zginął wraz z 6 innymi osobami w samochodzie ostrzelanym prawdopodobnie przez handlarzy narkotyków.
- 1994 – 4 sprawców pierwszego zamachu terrorystycznego na World Trade Center w Nowym Jorku zostało skazanych na kary po 240 lat pozbawienia wolności.
- 1997 – Odsłonięto kamień wyznaczający geograficzny środek Europy na Litwie, ustanowiony w 1989 roku przez francuski Narodowy Instytut Geografii.
- 1998 – W Hongkongu odbyły się wybory do Rady Legislacyjnej, będące pierwszymi wielopartyjnymi wyborami w historii komunistycznych Chin.
- 2000 – Amerykański Instytut Matematyczny Claya przedstawił 7 matematycznych problemów milenijnych, ustanawiając za rozwiązanie każdego z nich nagrodę miliona dolarów.
- 2001 – W wyniku runięcia podłogi podczas zabawy weselnej w Jerozolimie zginęły 23 osoby, a ponad 300 zostało rannych.
- 2002:
  - Norweska księżniczka Marta Ludwika wyszła za mąż za pisarza Ariego Behna.
  - Premiera filmu wojennego Pianista w reżyserii Romana Polańskiego.
  - Prezydenci Władimir Putin i George W. Bush podpisali w Moskwie Traktat o redukcji strategicznej broni ofensywnej (SORT).
- 2003:
  - Andrius Kubilius zastąpił Vytautasa Landsbergisa na stanowisku przewodniczącego Związku Ojczyzny – Litewskich Chrześcijańskich Demokratów.
  - Turczynka Sertab Erener wygrała w Rydze 48. Konkurs Piosenki Eurowizji.
- 2004:
  - 18 osób (w tym 7 strażaków) zginęło w eksplozji ciężarówki przewożącej azotan amonu w rumuńskim Mihăilești.
  - Bingu wa Mutharika został prezydentem Malawi.
- 2007 – 38 górników zginęło w katastrofie w kopalni „Jubilejnaja” w Kuźnieckim Zagłębiu Węglowym w Rosji.
- 2008 – Rosjanin Dima Biłan z utworem Believe wygrał 53. Konkurs Piosenki Eurowizji w Belgradzie.
- 2009 – Cachiagijn Elbegdordż wygrał w I turze wybory prezydenckie w Mongolii.
- 2011 – Amama Mbabazi został premierem Ugandy.
- 2012 – W Montrealu student Justin Lin został zgwałcony, zamordowany i częściowo zjedzony przez aktora porno Lukę Magnottę; sprawca następnie udostępnił film z morderstwa w internecie.
- 2013 – Reprezentacja Gibraltaru w piłce nożnej została pełnoprawnym członkiem UEFA.
- 2014 – Papież Franciszek rozpoczął trzydniową podróż apostolską do Ziemi Świętej.
- 2016 – Binali Yıldırım został premierem Turcji.
- 2017 – Lenín Moreno został prezydentem Ekwadoru.
- 2018 – Ibrahima Kassory Fofana został premierem Gwinei.
- 2021:
  - Guillermo Lasso został prezydentem Ekwadoru.
  - Naomi Mataʻafa, jako pierwsza kobieta, objęła urząd premiera Samoa.
- 2022 – W Robb Elementary School w Uvalde w Teksasie niespełna 18-letni Salvador Ramos zastrzelił 21 osób (2 nauczycieli i 19 uczniów), a 17 zranił po czym został zastrzelony przez policję. Wcześniej tego dnia postrzelił swoją babcię.

## Urodzili się
- 15 p.n.e. – Germanik, wódz rzymski (zm. 19)
- 1335 – Małgorzata Luksemburska, królowa węgierska (zm. 1349)
- 1494 – Jacopo Pontormo, włoski malarz (zm. 1556)
- 1522 – John Jewel, angielski duchowny anglikański, biskup Salisbury, teolog (zm. 1571)
- 1544 – William Gilbert, angielski fizyk, lekarz (zm. 1603)
- 1545 – Dorota Lotaryńska, księżna Brunszwiku-Lüneburga i Calenberga (zm. 1621)
- 1568 – Franz Ursinus, niemiecki duchowny katolicki, biskup pomocniczy wrocławski (zm. 1615)
- 1616 – John Maitland, szkocki arystokrata, polityk (zm. 1682)
- 1619 – Philips Wouwerman, holenderski malarz (zm. 1668)
- 1628 – Marek Sobieski, polski magnat, rotmistrz (zm. 1652)
- 1637 – Sigismondo Caula, włoski malarz, rzeźbiarz (zm. 1724)
- 1639 – Friedrich von Dönhoff, brandenbursko-pruski generał lejtnant (zm. 1696)
- 1648 – Albrecht, współksiążę Saksonii-Gotha-Altenburg, książę Saksonii-Coburg (zm. 1699)
- 1671 – Jan Gaston Medyceusz, wielki książę Toskanii (zm. 1737)
- 1686 – Gabriel Fahrenheit, niemiecki fizyk, inżynier (zm. 1736)
- 1689 – Daniel Finch, brytyjski arystokrata, polityk (zm. 1769)
- 1698 – Jan Wittelsbach, niemiecki arystokrata (zm. 1780)
- 1699 – Adam Ignacy Komorowski, polski duchowny katolicki, arcybiskup metropolita gnieźnieński i prymas Polski (zm. 1759)
- 1711 – Peter Karl Christoph von Keith, pruski dowódca wojskowy (zm. 1756)
- 1728 – Jean-Baptiste Pillement, francuski malarz, projektant (zm. 1808)
- 1743 – Jean-Paul Marat, francuski dziennikarz, rewolucjonista (zm. 1793)
- 1745 – Frederick Berkeley, brytyjski arystokrata, polityk (zm. 1810)
- 1751 – Karol Emanuel IV, król Sardynii (zm. 1819)
- 1759 – Wilhelm Friedrich Ernst Bach, niemiecki kompozytor (zm. 1845)
- 1763 – Pierre-Gaspard Chaumette, francuski rewolucjonista (zm. 1794)
- 1767 – Joseph Ignaz Schnabel, niemiecki kompozytor, organista, skrzypek, pedagog (zm. 1831)
- 1770 – Luiza, księżniczka pruska (zm. 1836)
- 1771 – Franz von Hohenwart, słoweński przyrodnik (zm. 1844)
- 1772 – Charles Montagu-Scott, brytyjski arystokrata, polityk (zm. 1819)
- 1794 – William Whewell, brytyjski filozof, logik, historyk nauki (zm. 1866)
- 1801 – Josyp Łewyćkyj, ukraiński duchowny greckokatolicki, teolog, językoznawca, poeta, etnograf, działacz kulturalny (zm. 1860)
- 1803 – Karol Lucjan Bonaparte, francuski książę, zoolog, ornitolog (zm. 1857)
- 1810 – Abraham Geiger, niemiecki rabin (zm. 1874)
- 1816 – Emanuel Leutze, niemiecki malarz (zm. 1868)
- 1817 – Richard Somerset, brytyjski arystokrata, polityk (zm. 1884)
- 1818:
  - John Henry Foley, irlandzki rzeźbiarz (zm. 1874)
  - Henrik Weber, węgierski malarz (zm. 1866)
- 1819 – Wiktoria Hanowerska, królowa Wielkiej Brytanii (zm. 1901)
- 1820 – Carl Ferdinand Appun, niemiecki botanik, podróżnik (zm. 1872)
- 1824 – John Gibson Paton, szkocki misjonarz protestancki (zm. 1907)
- 1830 – Aleksiej Sawrasow, rosyjski malarz (zm. 1897)
- 1837 – John McDonald, amerykański polityk (zm. 1917)
- 1840 – Małgorzata Karolina Wettyn, księżniczka saska, arcyksiężna austriacka (zm. 1858)
- 1844:
  - Jan Jarkowski, polski inżynier (zm. 1902)
  - Friedrich Trendelenburg, niemiecki chirurg (zm. 1924)
- 1846 – Sophus Müller, duński archeolog (zm. 1934)
- 1847 – Ladislaus Boguslawski, austriacki architekt pochodzenia polskiego (zm. 1896)
- 1849 – Baldomero Galofré, hiszpański malarz, ilustrator (zm. 1902)
- 1850 – Henry W. Grady, amerykański dziennikarz, wydawca (zm. 1889)
- 1853 – Juan de Dios Aldea, chilijski marynarz, bohater wojenny (zm. 1879)
- 1861 – Gerald Strickland, brytyjski polityk kolonialny (zm. 1940)
- 1863 – Helena Rzepecka, polska nauczycielka, publicystka (zm. 1916)
- 1868 – Charlie Taylor, amerykański mechanik, pionier lotnictwa (zm. 1956)
- 1870 – Jan Smuts, południowoafrykański polityk, premier Związku Południowej Afryki (zm. 1950)
- 1871 – Stefan Moszczeński, polski ekonomista rolny (zm. 1946)
- 1873 – Maurilio Fossati, włoski duchowny katolicki, arcybiskup Turynu, kardynał (zm. 1965)
- 1878 – Helena Mniszkówna, polska pisarka (zm. 1943)
- 1879 – Mojsiej Kogan, francuski malarz, grafik pochodzenia rosyjsko-żydowskiego (zm. 1943)
- 1880:
  - Jan Affa, polski architekt (zm. 1964)
  - Mieczysław Chyliński, polski rotmistrz rezerwy (zm. 1936)
- 1881:
  - Eberhard Frowein, niemiecki reżyser i scenarzysta filmowy (zm. 1964)
  - Jan Zygmunt Michałowski, polski dyplomata (zm. 1947)
- 1884:
  - Benjamin Blumenfeld, radziecki szachista pochodzenia żydowskiego (zm. 1947)
  - Joseph Godwin Greenfield, brytyjski neuropatolog, wykładowca akademicki (zm. 1958)
  - Pontus Hanson, szwedzki piłkarz wodny, pływak (zm. 1962)
- 1885 – Leon Biegeleisen, polski major audytor, prawnik, ekonomista, wykładowca akademicki (zm. 1944)
- 1886:
  - Hans von Adam, niemiecki pilot wojskowy, as myśliwski (zm. 1917)
  - Jakub Bodziony, polski nauczyciel, działacz ludowy i związkowy, polityk, poseł na Sejm RP (zm. 1953)
  - Paul Paray, francuski organista, kompozytor, dyrygent (zm. 1979)
- 1887 – Giulio Sarrocchi, włoski szablista (zm. 1971)
- 1888 – Alex Faickney Osborn, amerykański menedżer, twórca metody heurystycznej zwanej burzą mózgów (zm. 1966)
- 1889 – Jan Czarnocki, polski geolog, wykładowca akademicki (zm. 1951)
- 1890 – Ludwik Wasilkowski, polski duchowny i teolog katolicki (zm. 1942)
- 1891:
  - William F. Albright, amerykański archeolog, biblista, filolog (zm. 1971)
  - Wincenty Maria Izquierdo Alcón, hiszpański duchowny katolicki, męczennik, błogosławiony (zm. 1936)
  - Klara Milch, austriacka pływaczka (zm. 1970)
- 1893 – Xədicə Qayıbova, azerska pianistka (zm. 1938)
- 1894 – Józef Ejczun, polski kapitan artylerii (zm. 1940)
- 1895 – Wiktor Arnoldt-Russocki, polski podpułkownik kawalerii (zm. 1956)
- 1896 – Wiktor Drymmer, polski dyplomata (zm. 1975)
- 1898:
  - Stanisław Batawia, polski prawnik, kryminolog, psychiatra (zm. 1980)
  - Kathleen Hale, brytyjska autorka i ilustratorka książek dla dzieci (zm. 2000)
  - Meda Valentová, czeska aktorka (zm. 1973)
- 1899:
  - Suzanne Lenglen, francuska tenisistka (zm. 1938)
  - Henri Michaux, francuski prozaik, poeta, malarz (zm. 1984)
  - Jan Sokołowski, polski zoolog, ornitolog (zm. 1982)
- 1900:
  - Eduardo De Filippo, włoski aktor, reżyser teatralny, polityk (zm. 1984)
  - Fernand Saivé, belgijski kolarz szosowy, torowy i przełajowy (zm. 1981)
  - Paschoal Silva Cinelli, brazylijski piłkarz (zm. 1987)
- 1901:
  - Franciszka Ksawera Maria Fenollosa Alcaina, hiszpańska zakonnica, męczennica, błogosławiona (zm. 1936)
  - Wanda Kwaśniewska, polska lekkoatletka, sprinterka (zm. 1968)
  - Antoine Mazairac, holenderski kolarz torowy (zm. 1966)
  - José Nasazzi, urugwajski piłkarz (zm. 1968)
  - Wiktor Podoski, polski grafik (zm. 1970)
  - Nikolaus Riehl, niemiecki fizyk jądrowy, radiochemik, wykładowca akademicki (zm. 1990)
- 1902:
  - Maria Rosa Ferron, kanadyjska mistyczka, stygmatyczka (zm. 1936)
  - Zareh Worbuni, ormiański pisarz emigracyjny (zm. 1980)
- 1903:
  - Lofton R. Henderson, amerykański major pilot (zm. 1942)
  - Władysław Orlicz, polski matematyk, wykładowca akademicki (zm. 1990)
  - Fernando Paternoster, argentyński piłkarz, trener (zm. 1967)
- 1904:
  - Stanisław Bronicz, polski etnograf, folklorysta, muzealnik (zm. 1981)
  - Sefton Delmer, brytyjski dziennikarz (zm. 1979)
  - Chūhei Nambu, japoński lekkoatleta, skoczek w dal i trójskoczek (zm. 1997)
  - Heliodor Szwejkowski, polski patolog, parazytolog, wykładowca akademicki (zm. 1967)
- 1905:
  - Franciszek Kocimski, polski architekt (zm. 1984)
  - Michaił Szołochow, rosyjski pisarz, laureat Nagrody Nobla (zm. 1984)
  - Hans Tießler, niemiecki prawnik, polityk, nadburmistrz Katowic (zm. 1951)
- 1906:
  - Raffaele Forni, szwajcarski duchowny katolicki, arcybiskup, nuncjusz apostolski (zm. 1990)
  - Harry Hess, amerykański geolog, wykładowca akademicki, komandor (zm. 1969)
  - Czesław Martyniak, polski filozof, prawnik, wykładowca akademicki (zm. 1939)
  - Roman Werfel, polski dziennikarz, działacz komunistyczny pochodzenia żydowskiego (zm. 2003)
  - Aleksandr Wiszniewski, radziecki chirurg, generał pułkownik służby medycznej (zm. 1975)
- 1907:
  - John King Fairbank, amerykański historyk, sinolog, wykładowca akademicki (zm. 1991)
  - Yoshiko Kawashima, chińska arystokratka, agentka wywiadu japońskiego (zm. 1948)
  - Adam Majewski, polski chirurg, pisarz (zm. 1979)
- 1908 – Julian Pulikowski, polski muzykolog (zm. 1944)
- 1909:
  - Demetrio Aguilera Malta, ekwadorski pisarz, dyplomata (zm. 1981)
  - Hartmann Lauterbacher, austriacki polityk nazistowski, zbrodniarz wojenny (zm. 1988)
- 1910:
  - August Landmesser, niemiecki robotnik, żołnierz (zm. 1944)
  - Marģeris Zariņš, łotewski kompozytor, pisarz (zm. 1993)
- 1911:
  - Michel Pécheux, francuski szermierz, szpadzista (zm. 1985)
  - Barbara West, Angielka ocalona z „Titanica“ (zm. 2007)
- 1912:
  - Joan Hammond, australijska śpiewaczka operowa (sopran) (zm. 1996)
  - Edward Victor Luckhoo, gujański polityk, gubernator generalny i p.o. prezydenta Gujany (zm. 1998)
  - Mychajło Stelmach, ukraiński pisarz (zm. 1983)
- 1913:
  - Audrey Brown, brytyjska lekkoatletka, sprinterka (zm. 2005)
  - Willi Daume, niemiecki piłkarz ręczny, koszykarz, przedsiębiorca, działacz sportowy (zm. 1996)
  - Peter Ellenshaw, brytyjski scenograf filmowy (zm. 2007)
  - Henryk Korotyński, polski polonista, dziennikarz, polityk, poseł na Sejm PRL (zm. 1986)
  - Arturo Seoane, urugwajski piłkarz (zm. 1987)
- 1914:
  - Erwin Nyc, polski piłkarz, trener (zm. 1988)
  - Lilli Palmer, niemiecka aktorka pochodzenia żydowskiego (zm. 1986)
  - Kazimierz Rutkowski, polski podpułkownik pilot, as myśliwski (zm. 1995)
  - George Tabori, brytyjski dramaturg, reżyser teatralny pochodzenia węgiersko-żydowskiego (zm. 2007)
- 1915 – Dennis Shore, południowoafrykański lekkoatleta, sprinter (zm. 1963)
- 1916:
  - Janina Bieniarzówna, polska historyk (zm. 1997)
  - Roden Cutler, australijski wojskowy, dyplomata, polityk (zm. 2002)
- 1917 – Marian Palmąka, polski podpułkownik, działacz ludowy (zm. 2014)
- 1918:
  - Cecil Gould, brytyjski historyk sztuki (zm. 1994)
  - Katharina Szelinski-Singer, niemiecka rzeźbiarka (zm. 2010)
- 1919 – Antoni Aroński, polski anestezjolog (zm. 1998)
- 1920:
  - Jack Bond, nowozelandzki rugbysta (zm. 1999)
  - Wim van Duyl, holenderski żeglarz sportowy (zm. 2006)
  - Anna Kowalska-Lewicka, polska etnografka (zm. 2009)
- 1921:
  - Ciril Pistoli, albański lekarz, polityk (zm. 2011)
  - Halina Wittig, polska łyżwiarka figurowa, działaczka konspiracyjna, członkini AK (zm. 2013)
- 1922:
  - Orest Fedorońko, polski żołnierz ZWZ-AK, uczestnik powstania warszawskiego (zm. 1944)
  - Andrzej Grabiński, polski adwokat (zm. 2006)
- 1923:
  - Knut Ahnlund, szwedzki pisarz (zm. 2012)
  - Ivano Blason, włoski piłkarz (zm. 2002)
  - Seijun Suzuki, japoński reżyser filmowy (zm. 2017)
- 1925:
  - Carlo Annovazzi, włoski piłkarz (zm. 1980)
  - Mai Zetterling, szwedzka aktorka, reżyserka filmowa (zm. 1994)
- 1926 – Stefan Milewski, polski lekkoatleta, skoczek w dal, działacz sportowy (zm. 2009)
- 1927:
  - Claude Abbes, francuski piłkarz, bramkarz (zm. 2008)
  - Stanisław Latour, polski architekt, urbanista, pedagog (zm. 2007)
- 1928:
  - Jerzy Bryła, polski duchowny katolicki, teolog, protonotariusz apostolski, duszpasterz osób z dysfunkcją słuchu (zm. 2024)
  - William Trevor, irlandzki pisarz (zm. 2016)
  - Kurt Weber, polski operator filmowy (zm. 2015)
  - Danuta Zaborowska, polska aktorka (zm. 2025)
- 1929:
  - Heinrich Fasching, austriacki duchowny katolicki, biskup St. Pölten (zm. 2014)
  - Tadeusz Rolke, polski fotografik, prekursor polskiej fotografii reportażowej, uczestnik powstania warszawskiego (zm. 2025)
- 1930:
  - Ryszard Dyja, polski dziennikarz sportowy (zm. 2002)
  - Marian Korczak, polski polityk, poseł na Sejm RP (zm. 1994)
- 1931:
  - Gabriel Altmann, słowacki językoznawca, indonezysta i japonista, wykładowca akademicki (zm. 2020)
  - Michael Lonsdale, francuski aktor (zm. 2020)
  - George White, angielski żużlowiec (zm. 2017)
- 1932:
  - Sture Grahn, szwedzki biegacz narciarski (zm. 2024)
  - Jan Waleczek, polski dziennikarz, polityk, poseł na Sejm PRL (zm. 2012)
  - Arnold Wesker, brytyjski dramatopisarz (zm. 2016)
- 1933:
  - Marian Engel, kanadyjska pisarka (zm. 1985)
  - Muharrem Fejzo, albański rzeźbiarz, reżyser i scenograf filmowy i teatralny (zm. 2020)
- 1934:
  - Edward Robert Adams, południowoafrykański duchowny katolicki, biskup Oudtshoorn
  - Janusz Jerzy Charatonik, polski matematyk, wykładowca akademicki (zm. 2004)
  - Don Cupitt, brytyjski teolog anglikański (zm. 2025)
  - Wiktor Gruca, polski polityk, poseł na Sejm PRL (zm. 2019)
- 1935:
  - Janusz Cichalewski, polski dziennikarz, prezenter telewizyjny, aktor, reżyser estradowy
  - Daniela Walkowiak, polska kajakarka
- 1936:
  - Harold Budd, amerykański muzyk awangardowy, poeta (zm. 2020)
  - Janina Fijałkowska, polska lekkoatletka, chodziarka (zm. 2015)
  - Werner von Moltke, niemiecki lekkoatleta, wieloboista (zm. 2019)
- 1937:
  - Edward Budny, polski biegacz narciarski, trener
  - Maryvonne Dupureur, francuska lekkoatletka, begaczka średniodystansowa (zm. 2008)
  - Serafin Fanko, albański aktor (zm. 2012)
  - Jan Fransz, holenderski piłkarz (zm. 2021)
  - Janusz Małłek, polski historyk
  - Archie Shepp, amerykański muzyk i wokalista jazzowy i bluesowy
  - Robert Warner, kanadyjski aktor
- 1938:
  - Prince Buster, jamajski muzyk (zm. 2016)
  - Tommy Chong, amerykański aktor
  - Bradley Efron – amerykański statystyk
  - Roman Nyga, polski malarz (zm. 2021)
  - Gyula Urbán, węgierski pisarz, reżyser i scenarzysta filmowy (zm. 2025)
- 1939:
  - Andrzej Jopkiewicz, polski polonista, bibliograf, bibliofil (zm. 2017)
  - Cristoforo Palmieri, włoski duchowny katolicki, biskup Rrëshen w Albanii
  - Joanna Rapacka, polska slawistka, kulturoznawczyni, historyk literatur serbskiej i chorwackiej, wykładowczyni akademicka (zm. 2000)
  - Gert Schutte, holenderski samorządowiec, polityk (zm. 2022)
- 1940:
  - Iosif Brodski, rosyjski poeta, eseista, laureat Nagrody Nobla pochodzenia żydowskiego (zm. 1996)
  - Jan Bernard Szlaga, polski duchowny katolicki, biskup pelpliński (zm. 2012)
  - Liina Tõnisson, estońska ekonomistka, polityk
- 1941:
  - Vladimir Cvetković, serbski koszykarz
  - Jean Dockx, belgijski piłkarz, trener (zm. 2002)
  - Bob Dylan, amerykański piosenkarz, kompozytor, autor tekstów piosenek, prozaik, poeta, laureat Nagrody Nobla pochodzenia żydowskiego
  - Andrés García, dominikański aktor (zm. 2023)
  - Peter J. Kairo, kenijski duchowny katolicki, arcybiskup Nyeri
  - Wiktor Krawczenko, rosyjski lekkoatleta, trójskoczek
  - George Lakoff, amerykański językoznawca, wykładowca akademicki
- 1942:
  - Lázár Lovász, węgierski lekkoatleta, młociarz (zm. 2023)
  - Hannu Mikkola, fiński kierowca rajdowy (zm. 2021)
  - Ichirō Ozawa, japoński polityk
  - Fraser Stoddart, szkocki chemik, laureat Nagrody Nobla (zm. 2024)
  - Zofia Wilczyńska, polska nauczycielka, polityk, poseł na Sejm RP (zm. 2024)
- 1943:
  - Gary Burghoff, amerykański aktor
  - Juhani Suutarinen, fiński biathlonista
- 1944:
  - Patti LaBelle, amerykańska piosenkarka
  - Dewitt Menyard, amerykański koszykarz (zm. 2009)
- 1945:
  - Bärbel Bohley, niemiecka malarka, działaczka społeczna (zm. 2010)
  - Stephen Chmilar, kanadyjski duchowny grekokatolicki, ordynariusz eparchii Toronto (zm. 2024)
  - Driss Jettou, marokański polityk, premier Maroka
  - Priscilla Presley, amerykańska aktorka, modelka
- 1946:
  - Jerzy Braszka, polski aktor
  - Tansu Çiller, turecka ekonomistka, polityk, premier Turcji
  - Jim Eakins, amerykański koszykarz
  - Jesualdo Ferreira, portugalski trener piłkarski
  - Krystyna Karasińska, polska siatkarka (zm. 2003)
  - Selwyn Maister, nowozelandzki hokeista na trawie
  - Marian Noga, polski ekonomista, polityk, senator RP
  - Tomas Nordahl, szwedzki piłkarz, trener
  - Alina Nowicka-Jeżowa, polska literaturoznawczyni, profesor nauk humanistycznych
  - Odon Razanakolona, malgaski duchowny katolicki, arcybiskup Antananarywy
  - Irena Szewińska, polska lekkoatletka, sprinterka i skoczkini w dal, działaczka sportowa pochodzenia żydowskiego (zm. 2018)
- 1947:
  - Sybil Danning, austriacka aktorka
  - Richard Krawczyk, francuski piłkarz pochodzenia polskiego
  - Jan Leśny, polski historyk, mediewista (zm. 1994)
  - Jerzy Swatoń, polski inżynier, polityk, minister środowiska (zm. 2024)
- 1948:
  - James Cosmo, szkocki aktor
  - Michaił Czyhir, białoruski ekonomista, polityk, premier Białorusi
  - Anna Harańczyk, polska ekonomistka, wykładowczyni akademicka (zm. 2018)
  - Rolf-Dieter Heuer, niemiecki fizyk, wykładowca akademicki
  - Andrzej Jakimiec, polski reżyser teatralny, kierownik literacki, dyrektor teatrów (zm. 2014)
  - Viktor Kostyrko, naddniestrzański polityk, burmistrz Tyraspola
  - Wojciech Kudelski, polski samorządowiec, prezydent Siedlec
  - Christian Nourrichard, francuski duchowny katolicki, biskup Évreux
  - Andrzej Szromnik, polski ekonomista, wykładowca akademicki  (zm. 2024)
- 1949:
  - Andrzej Biernat, polski historyk, archiwista
  - Jim Broadbent, brytyjski aktor
  - Ilias Chadzipawlis, grecki żeglarz sportowy
  - Andrzej Chorosiński, polski organista, pedagog
  - Roger Deakins, brytyjski operator filmowy
  - Tomaž Pisanski, słoweński matematyk
- 1950:
  - Joshuah Ignathios Kizhakkeveettil, indyjski duchowny syromalankarski, biskup Mavelikary
  - Jerzy Limon, polski anglista, literaturoznawca, pisarz, tłumacz, teatrolog (zm. 2021)
  - Sue Thomas, amerykańska agentka FBI (zm. 2022)
  - Remigijus Vilkaitis, litewski aktor, polityk
- 1951:
  - Krzysztof Jakubik, polski rzeźbiarz, medalier (zm. 2018)
  - Rolf Köhler, niemiecki wokalista, kompozytor, producent muzyczny (zm. 2007)
- 1952:
  - Mieczysław Abramowicz, polski pisarz, historyk teatru, reżyser teatralny
  - Henrik Flöjt, fiński biathlonista (zm. 2005)
  - Krzysztof Martens, polski brydżysta, polityk
- 1953:
  - Lamberto Leoni, włoski kierowca wyścigowy
  - Alfred Molina, brytyjski aktor pochodzenia włosko-hiszpańskiego
  - Carlos Rivas, chilijski piłkarz
  - Jorvan Vieira, brazylijsko-portugalski piłkarz, trener
- 1954:
  - Rainald Goetz, niemiecki pisarz
  - Marian Janicki, polski polityk, samorządowiec, poseł na Sejm RP, burmistrz Odolanowa
  - Mitch Kupchak, amerykański koszykarz pochodzenia polskiego
  - Doug Lamborn, amerykański polityk, kongresman
  - Arutiun Papazjan, ormiański pianista
- 1955:
  - Temur Chubuluri, gruziński judoka
  - Wojciech Maksymowicz, polski neurochirurg, polityk, minister zdrowia
  - Igor Švõrjov, estoński szachista, trener
  - Krzysztof Trawicki, polski weterynarz, samorządowiec, wicemarszałek województwa pomorskiego
- 1956:
  - Nathalie Griesbeck, francuska polityk
  - Sean Kelly, irlandzki kolarz szosowy
- 1957:
  - Angelika Beer, niemiecka polityk
  - Joanna Białek, polska śpiewaczka operowa (sopran), aktorka (zm. 2011)
  - Walter Moers, niemiecki pisarz, autor komiksów, malarz
  - Tadeusz Wibig, polski fizyk, wykładowca akademicki
- 1958:
  - Cecka Caczewa, bułgarska prawnik, polityk
  - Les Collins, angielski żużlowiec
  - Krum Georgiew, bułgarski szachista (zm. 2024)
  - Masayoshi Okada, japoński sędzia piłkarski
- 1959:
  - Monika Hauser, niemiecka ginekolog
  - Piotr Karpeta, polski chórmistrz, śpiewak
  - Aleš Pipan, słoweński trener koszykówki
  - Prithvirajsing Roopun, maurytyjski polityk, prezydent Mauritiusa
  - Grażyna Torbicka, polska dziennikarka telewizyjna, konferansjerka
- 1960:
  - Stojan Bałow, bułgarski zapaśnik
  - Pat Bonner, irlandzki piłkarz, bramkarz
  - Charlie Dent, amerykański polityk
  - Guy Fletcher, brytyjski muzyk, kompozytor, producent muzyczny, członek zespołu Dire Straits
  - Doug Jones, amerykański aktor
  - Jan Jönsson, szwedzki piłkarz, trener
  - Jerzy Kochanowski, polski historyk, wykładowca akademicki
  - Paul McCreesh, brytyjski dyrygent
  - Miglena Taczewa, bułgarska prawnik, polityk
  - Kristin Scott Thomas, brytyjska aktorka
- 1961:
  - Aivars Aksenoks, łotewski inżynier, polityk, samorządowiec, burmistrz Rygi
  - Abdulla Aripov, uzbecki inżynier, polityk, premier Uzbekistanu
  - Dariusz Gnatowski, polski aktor (zm. 2020)
- 1962:
  - Héctor Camacho, portorykański bokser (zm. 2012)
  - Marina Charłamowa, rosyjska lekkoatletka, sprinterka
  - Štefan Füle, czeski polityk, dyplomata
  - Tadeusz Jagodziński, polski dziennikarz, publicysta, tłumacz (zm. 2013)
  - Massimo Mauro, włoski piłkarz, komentator sportowy, polityk
  - Ben Monder, amerykański gitarzysta i kompozytor jazzowy
  - Nikoła Popowski, macedoński ekonomista, wykładowca akademicki, polityk
  - Gene Anthony Ray, amerykański aktor, tancerz, choreograf (zm. 2003)
  - Giorgi Tenadze, gruziński judoka
- 1963:
  - Michael Chabon, amerykański pisarz
  - Joe Dumars, amerykański koszykarz
  - Ken Flach, amerykański tenisista (zm. 2018)
- 1964:
  - Erik Lindh, szwedzki tenisista stołowy
  - Liz McColgan, szkocka lekkoatletka, biegaczka długodystansowa
  - Isidro Pérez, meksykański bokser (zm. 2013)
  - Ołeh Skrypka, ukraiński muzyk
- 1965:
  - Philip Claeys, flamandzki i belgijski polityk, eurodeputowany
  - John C. Reilly, amerykański aktor pochodzenia irlandzko-litewskiego
  - Shin’ichirō Watanabe, japoński reżyser, scenarzysta i producent filmowy
- 1966:
  - Manfred Bender, niemiecki piłkarz, trener
  - Éric Cantona, francuski piłkarz
  - Francisco Javier Cruz, meksykański piłkarz
  - Piotr Łopuszański, polski pisarz, dziennikarz
  - Aleksandra Spanowicz, polska malarka, ilustratorka
- 1967:
  - Dana Ashbrook, amerykański aktor
  - Victor Browne, kanadyjski aktor
  - Eric Close, amerykański aktor, reżyser telewizyjny i filmowy
  - Cezary Gmyz, polski dziennikarz
  - Heavy D, amerykański raper, aktor, producent muzyczny pochodzenia jamajskiego (zm. 2011)
  - Sergej Klischin, rosyjsko-austriacki judoka
- 1968:
  - Andrij Chomyn, ukraińsko-turkmeński piłkarz (zm. 1999)
  - Suada Dilberović, bośniacka studentka (zm. 1992)
  - Marcin Kydryński, polski dziennikarz radiowy, autor tekstów piosenek, kompozytor, producent muzyczny, podróżnik, fotograf
  - Firmin Ngrébada, środkowoafrykański polityk, premier Republiki Środkowoafrykańskiej
  - Michael Taubenheim, niemiecki fotograf
- 1969:
  - Sewada Arzumanian, ormiański piłkarz, trener
  - Przemysław Kozłowski, polski aktor
  - Erlend Loe, norweski pisarz, scenarzysta filmowy
  - Tomasz Żmudziński, polski hokeista
- 1970:
  - Cristiano Caratti, włoski tenisista
  - Bo Hamburger, duński kolarz szosowy
  - Jia Zhangke, chiński reżyser, scenarzysta i producent filmowy
  - Tommy Page, amerykański piosenkarz, autor piosenek (zm. 2017)
- 1971:
  - Kris Draper, kanadyjski hokeista
  - Giulia Moi, włoska biolog, polityk, eurodeputowana
  - Paul Ragusa, kanadyjski zapaśnik
- 1972:
  - Andrzej Bienias, polski aktor, wokalista, członek zespołu Nic do ukrycia
  - Sebastian Blomberg, niemiecki aktor
  - María Auxiliadora Correa Zamora, hiszpańska prawnik, polityk, eurodeputowana
  - Julian Radułski, bułgarski szachista (zm. 2013)
  - Maia Sandu, mołdawska ekonomistka, polityk, premier Mołdawii i prezydent Mołdawii
  - Maksim Surajew, rosyjski pułkownik lotnictwa, kosmonauta, polityk
  - Viktor Ujčík, czeski hokeista
  - Joanna Wiśniewska, polska lekkoatletka, dyskobolka
  - Yang Ling, chiński strzelec sportowy
- 1973:
  - Karim al-Alami, marokański tenisista
  - Elisa Bridges, amerykańska aktorka, modelka (zm. 2002)
  - Gustavo Carrara, argentyński duchowny katolicki, biskup pomocniczy Buenos Aires
  - Éric Carrière, francuski piłkarz
  - Bartolo Colón, dominikański baseballista
  - Jill Johnson, szwedzka piosenkarka country
  - Rusłana Łyżyczko, ukraińska piosenkarka, kompozytorka, producentka muzyczna
  - Mwape Miti, zambijski piłkarz
  - Peter Heine Nielsen, duński szachista
  - Frank de la Paz Perdomo, kubański szachista
  - Ville Peltonen, fiński hokeista, trener
  - Joanna Racewicz, polska dziennikarka i prezenterka telewizyjna i radiowa
  - Vladimír Šmicer, czeski piłkarz
  - Myo Hlaing Win, birmański piłkarz, trener
- 1974:
  - Florence Baverel-Robert, francuska biathlonistka
  - Adrian Custis, amerykański koszykarz, trener
  - Sébastien Foucan, francuski traceur
  - Jens Lapidus, szwedzki pisarz
  - Darina Mifkova, włoska siatkarka
  - Dash Mihok, amerykański aktor
  - María Vento-Kabchi, wenezuelska tenisistka
- 1975:
  - Marc Gagnon, kanadyjski łyżwiarz szybki, specjalista short tracku
  - Jerzy Głód, polski muzyk, kompozytor, członek zespołów Lux Occulta i Neolith
  - Janis Gumas, grecki piłkarz
- 1976:
  - Petro Badło, ukraiński piłkarz, trener
  - Terrance Quaites, amerykański piosenkarz
- 1977:
  - Patrycja Durska, polska aktorka
  - Marek Gwóźdź, polski skoczek narciarski
  - Faʻafetai Iutana, samoański zapaśnik
  - Tamarine Tanasugarn, tajska tenisistka
- 1978:
  - Brian Ching, amerykański piłkarz
  - Bryan Greenberg, amerykański aktor, piosenkarz, muzyk
  - Johan Holmqvist, szwedzki hokeista, bramkarz
  - Jarosław Kaszowski, polski piłkarz
  - Marinos Satsias, cypryjski piłkarz
  - Nicola Ventola, włoski piłkarz
- 1979:
  - Dalibor Doder, szwedzki piłkarz ręczny pochodzenia serbskiego
  - Tracy McGrady, amerykański koszykarz
  - Frank Mir, amerykański zawodnik sportów walki pochodzenia kubańskiego
- 1980:
  - Fotis Benardo, grecki perkusista, producent muzyczny, inżynier dźwięku, członek zespołów: Septicflesh, Necromantia, Chaostar i SixforNine
  - Teresa Branna, czeska aktorka pochodzenia polskiego
  - Aleksandra Janusz, polska neurobiolog, pisarka fantasy
  - Stephanie Krisper, austriacka prawnik, polityk
  - Aksjusz (Łobow), rosyjski biskup prawosławny
- 1981:
  - Kenan Bajramović, bośniacki koszykarz
  - Wiktor Ruban, ukraiński łucznik
  - Dennis Sørensen, duński piłkarz
  - Penny Taylor-Gil, australijska koszykarka
- 1982:
  - Issah Ahmed, ghański piłkarz
  - DaMarcus Beasley, amerykański piłkarz
  - Víctor Bernárdez, honduraski piłkarz
  - Tiago Camilo, brazylijski judoka
  - Damien Chrysostome, beniński piłkarz
  - Roberto Colautti, izraelski piłkarz pochodzenia argentyńskiego
  - Marga Prohens, hiszpańska polityk, prezydent Balearów
  - Mohammed Rafi, indyjski piłkarz
  - Dominic Saleh-Zaki, niemiecki aktor, piosenkarz
  - Andreas Schenk, niemiecki szachista
- 1983:
  - Žydrūnas Karčemarskas, litewski piłkarz, bramkarz
  - Hanna Konarowska, polska aktorka
  - Matthew Lloyd, australijski kolarz szosowy
  - Ricky Mabe, kanadyjski aktor
  - Mosze Ochajon, izraelski piłkarz
  - Viktor Pečovský, słowacki piłkarz
- 1984:
  - Kenneth Bjerre, duński żużlowiec
  - Denise Dupont, duńska curlerka
  - Katarzyna Furmaniak, polska bokserka
  - Ludovic Quistin, gwadelupski piłkarz (zm. 2012)
  - Alma Zadić, austriacka polityk
- 1985:
  - Grzegorz Czajka, polski judoka
  - Björgvin Páll Gústavsson, islandzki piłkarz ręczny, bramkarz
  - Katarzyna Z. Michalska, polska aktorka
  - Tito, hiszpański piłkarz
  - Tayliah Zimmer, australijska pływaczka
- 1986:
  - Mark Ballas, amerykański tancerz, piosenkarz
  - Iwona Brzezińska, polska lekkoatletka, sprinterka
  - Ladislas Douniama, kongijski piłkarz
  - Diana Neaga-Calotă, rumuńska siatkarka
- 1987:
  - Raul Cirekidze, gruziński sztangista
  - Justinas Kinderis, litewski pięcioboista nowoczesny
  - Laura Thorpe, francuska tenisistka
- 1988:
  - Artiom Anisimow, rosyjski hokeista
  - Marek Beer, czeski siatkarz
  - Biadgelegn Elias, etiopski piłkarz
  - Fumilay Fonseca, saotomejska lekkoatletka, biegaczka długodystansowa
  - Tony Gallopin, francuski kolarz szosowy
  - Billy Gilman, amerykański piosenkarz country
  - Callie Hernandez, amerykańska aktorka pochodzenia meksykańskiego
  - Ilja Iljin, kazachski sztangista
  - Emmanuel Ledesma, argentyński piłkarz
  - Ibrahim Somé Salombo, kongijski piłkarz
- 1989:
  - Izu Azuka, nigeryjski piłkarz
  - Yannick Bolasie, kongijski piłkarz
  - Mohammed Fellah, norweski piłkarz pochodzenia marokańskiego
  - Dosżan Kartykow, kazachski zapaśnik
  - Kalin Lucas, amerykański koszykarz
  - Adel Taarabt, marokański piłkarz
  - Franziska Weber, niemiecka kajakarka
  - Tina Weirather, liechtensteińska narciarka alpejska
  - Jose Zepeda, amerykański bokser pochodzenia meksykańskiego
- 1990:
  - Adam Conley, amerykański baseballista
  - Mattias Ekholm, szwedzki hokeista
  - Dani García, hiszpański piłkarz
  - Bruno González, hiszpański piłkarz
  - Yūya Matsushita, japoński piosenkarz, aktor
  - Jordan Spence, angielski piłkarz
- 1991:
  - Hurşit Atak, turecki sztangista
  - Satsuki Fujisawa, japońska curlerka
  - Jeppe Grønning, duński piłkarz
  - Wiera Kiczanowa, rosyjska dziennikarka, polityk
  - Etiene Medeiros, brazylijska pływaczka
- 1992:
  - Cristian Ganea, rumuński piłkarz
  - Eric Hansen, kanadyjski szachista
  - Charlie Trafford, kanadyjski piłkarz
  - Agustín Velotti, argentyński tenisista
- 1993:
  - Bob Bertemes, luksemburski lekkoatleta, kulomiot
  - Bobby Lockwood, brytyjski aktor
  - Artiom Malcew, rosyjski biegacz narciarski
  - Lester Medford, amerykański koszykarz
  - Uju Ugoka, nigeryjska koszykarka
  - Nico Yennaris, chiński piłkarz pochodzenia brytyjskiego
- 1994:
  - Roberto Chen, panamski piłkarz
  - Natalia Gajewska, polska siatkarka
  - Walerian Gwilia, gruziński piłkarz
  - Jarell Martin, amerykański koszykarz
  - Emma McKeon, australijska pływaczka
  - Daiya Seto, japoński pływak
  - Milda Valčiukaitė, litewska wioślarka
- 1995:
  - Branimir Cipetić, bośniacki piłkarz pochodzenia chorwackiego
  - Józef Wacław Liechtenstein, książę Liechtensteinu
  - Aleksander Śliwka, polski siatkarz
- 1996:
  - Cyrille Bayala, burkiński piłkarz
  - Amalie Dideriksen, duńska kolarka szosowa i torowa
  - Aschraf El Mahdioui, holenderski piłkarz pochodzenia marokańskiego
  - Jonas Geitner, niemiecki motocyklista wyścigowy
  - Marcin Komenda, polski siatkarz
- 1997:
  - Visar Bekaj, kosowski piłkarz, bramkarz
  - Cristian Calderón, meksykański piłkarz
  - Anthony Montero, wenezuelski zapaśnik
  - Fabian Schiller, niemiecki kierowca wyścigowy
- 1998:
  - Maciej Ambrosiewicz, polski piłkarz
  - Daisy Edgar-Jones, brytyjska aktorka
  - Jordan Pierre-Gilles, kanadyjski łyżwiarz szybki, specjalista short tracku
- 1999 – Kacper Chodyna, polski piłkarz
- 2000:
  - Leandro Campaz, kolumbijski piłkarz
  - Noah Okafor, szwajcarski piłkarz pochodzenia nigeryjskiego
  - Ryuto Sakaki, japoński zapaśnik
- 2001:
  - Brayan Ceballos, kolumbijski piłkarz
  - Bartłomiej Ciepiela, polski piłkarz
  - Matheus Cunha, brazylijski piłkarz, bramkarz
  - Moa Hansson, szwedzka biegaczka narciarska
  - Moisés Mosquera, kolumbijski piłkarz
  - Exauce Mukubu, norweski zapaśnik pochodzenia kongijskiego
  - Strahinja Pavlović, serbski piłkarz
- 2003:
  - Alicja Jarząb, polska koszykarka
  - Mateo Ponte, urugwajski piłkarz
- 2004 – Cadu, brazylijski piłkarz
- 2005 – Rafael Mosquera, panamski piłkarz

## Zmarli
- 1071 – Ulvhild Olofsdotter, księżniczka norweska, księżna Saksonii (ur. 1020)
- 1153 – Dawid I, król Szkocji (ur. 1084)
- 1201 – Tybald III, hrabia Szampanii (ur. 1179)
- 1212 – (lub 1213) Małgorzata Dagmara, księżniczka czeska, królowa duńska (ur. ok. 1186)
- 1351 – Ali I, sułtan Maroka (ur. ok. 1297)
- 1377 – Olgierd Giedyminowic, książę Litwy (ur. ok. 1296)
- 1466 – Bartolomeo Lapacci, włoski dominikanin, biskup, teolog, legat papieski, inkwizytor (ur. 1402)
- 1471 – Jan Lutkowic z Brzezia, polski duchowny katolicki, biskup krakowski (ur. ok. 1405)
- 1497 – Benedetto da Maiano, włoski rzeźbiarz (ur. 1442)
- 1511 – Francesco Alidosi, włoski duchowny katolicki, biskup Mileto, biskup Pawii, kardynał (ur. 1455–60)
- 1543 – (lub 21 maja) Mikołaj Kopernik, polski astronom, matematyk, prawnik, ekonomista, strateg wojskowy, lekarz, tłumacz (ur. 1473)
- 1592 – Nikolaus Selnecker, niemiecki teolog luterański, autor pieśni religijnych (ur. 1530)
- 1627 – Luis de Góngora y Argote, hiszpański poeta (ur. 1561)
- 1631 – Jan de Prado, hiszpański franciszkanin, misjonarz, męczennik, błogosławiony (ur. 1563)
- 1632 – Robert Hues, angielski matematyk, geograf (ur. 1553)
- 1648 – (między 23 a 25 maja) Louis Le Nain, francuski malarz (ur. ok. 1593)
- 1665 – María z Ágredy, hiszpańska franciszkanka, mistyczka, wizjonerka, Służebnica Boża (ur. 1602)
- 1676 – Federico Sforza, włoski duchowny katolicki, biskup Rimini i Tivoli, kardynał (ur. 1603)
- 1681 – Nicodemus Tessin starszy, szwedzki architekt pochodzenia niemieckiego (ur. 1615)
- 1697 – Jan Adolf I, książę Saksonii-Weißenfels (ur. 1649)
- 1714 – Henry Somerset, brytyjski arystokrata, polityk (ur. 1684)
- 1725 – Jonathan Wild, brytyjski przestępca (ur. ok. 1683)
- 1733 – Juan de Camargo, hiszpański duchowny katolicki, biskup Pampeluny, wielki inkwizytor Hiszpanii (ur. 1663)
- 1734 – Georg Ernst Stahl, niemiecki chemik, lekarz (ur. 1659)
- 1742 – Filip Orlik, hetman kozacki (ur. 1672)
- 1766 – Franz Andreas von Borcke, pruski generał porucznik (ur. 1693)
- 1773 – Jan Zach, czeski kompozytor (ur. ?)
- 1790:
  - François-Henri Clicquot, francuski organmistrz (ur. 1732)
  - Gelasius Dobner, czeski niemieckojęzyczny pijar, historyk (ur. 1719)
- 1792 – George Brydges Rodney, brytyjski arystokrata, admirał (ur. 1718)
- 1817 – Juan Meléndez Valdés, hiszpański polityk, poeta (ur. 1754)
- 1820 – Jørgen Frantz Hammershaimb, farerski polityk, premier Wysp Owczych (ur. 1767)
- 1829 – Michał Ceptowski, polski sztukator pochodzenia niemieckiego (ur. 1765)
- 1831 – James Peale, amerykański malarz (ur. 1749)
- 1839:
  - Barbara Han A-gi, koreańska męczennica, święta (ur. 1792)
  - Agata Kim A-gi, koreańska męczennica, święta (ur. 1787)
  - Magdalena Kim Ŏb-i, koreańska męczennica, święta (ur. 1774)
  - Piotr Kwŏn Tŭg-in, koreański męczennik, święty (ur. 1802)
  - Damian Nam Myŏng-hyŏg, koreański męczennik, święty (ur. 1802)
  - Anna Pak A-gi, koreańska męczennica, święta (ur. 1783)
  - Łucja Pak Hŭi-sun, koreańska męczennica, święta (ur. 1801)
  - Augustyn Yi Kwang-hŏn, koreański męczennik, święty (ur. 1787)
  - Agata Yi So-sa, koreańska męczennica, święta (ur. 1784)
- 1843 – Sylvestre-François Lacroix, francuski matematyk (ur. 1765)
- 1845 – Paweł Jarkowski, polski bibliotekarz, biograf (ur. 1781)
- 1847 – Lodovico Micara, włoski kardynał (ur. 1775)
- 1848 – Annette von Droste-Hülshoff, niemiecka pisarka (ur. 1797)
- 1849 – Edward Knatchbull, brytyjski arystokrata, polityk (ur. 1781)
- 1850:
  - Jane Porter, brytyjska pisarka (ur. 1776)
  - Michał Gedeon Radziwiłł, polski książę, generał, uczestnik insurekcji kościuszkowskiej, wojen napoleońskich, Naczelny Wódz w powstaniu listopadowym, senator-wojewoda Królestwa Polskiego (kongresowego) (ur. 1778)
- 1851 – Carlo Vizzardelli, włoski kardynał (ur. 1791)
- 1863 – Karol Frycze, polski podpułkownik, uczestnik powstania styczniowego (ur. 1830)
- 1871:
  - Georges Darboy, francuski duchowny katolicki, biskup Nancy i arcybiskup Paryża (ur. 1813)
  - Raoul Rigault, francuski rewolucjonista, prokurator Komuny Paryskiej (ur. 1846)
- 1872 – Julius Schnorr von Carolsfeld(inne języki), niemiecki malarz (ur. 1794)
- 1879:
  - Juan de Dios Aldea, chilijski marynarz, bohater wojenny (ur. 1853)
  - William Lloyd Garrison, amerykański dziennikarz, abolicjonista (ur. 1805)
  - Cesare Mussini, włoski malarz (ur. 1804)
- 1881 – Samuel Palmer, brytyjski malarz, grafik, pisarz (ur. 1805)
- 1889 – George Henry Calvert, amerykański wydawca, prozaik, poeta, eseista, biograf (ur. 1803)
- 1892 – Alexander Campbell, kanadyjski polityk (ur. 1822)
- 1893:
  - Paul Guttmann, niemiecki fizjolog, patolog pochodzenia żydowskiego (ur. 1834)
  - Wiktor Osławski, polski mecenas nauki i sztuki, kolekcjoner dzieł sztuki, filantrop (ur. 1814)
- 1894 – Klemens Żywicki, polski prawnik, adwokat, polityk (ur. 1830)
- 1899 – Rudolf Schwarz, polski kupiec, muzyk, pedagog pochodzenia niemieckiego (ur. 1834)
- 1900 – Wilhelm Hessen-Darmstadt, niemiecki książę, generał (ur. 1845)
- 1901:
  - Ludwik Zefiryn Moreau, kanadyjski duchowny katolicki, biskup, błogosławiony (ur. 1824)
  - Józef Soleski, polski polityk, uczestnik powstania styczniowego (ur. 1845)
- 1902:
  - Adam Chodyński, polski prawnik, poeta, historyk literatury, regionalista, dziennikarz (ur. 1832)
  - Hubert Theophil Simar, niemiecki duchowny katolicki, biskup Paderborn i arcybiskup Kolonii (ur. 1835)
- 1904:
  - Tomasz Burzyński, polski adwokat, uczestnik powstania styczniowego, zesłaniec (ur. 1834)
  - Maria Izabela, księżniczka Wirtembergii, księżna Saksonii (ur. 1871)
- 1908 – Friedrich Theodor Köppen, rosyjski entomolog, botanik, geograf pochodzenia niemieckiego (ur. 1833)
- 1909 – Georg von Neumayer, niemiecki geofizyk, badacz polarny (ur. 1826)
- 1910 – Albin Zagórski, polski architekt, uczestnik powstania styczniowego (ur. 1846)
- 1911 – Ernst Remak, niemiecki neurolog, neuropatolog (ur. 1849)
- 1912 – Charles Edward Coffin, amerykański polityk (ur. 1841)
- 1913 – Joseph Crawhall, brytyjski malarz (ur. 1861)
- 1915 – Edmund Kołodziejczyk, polski bibliograf, nauczyciel (ur. 1888)
- 1916 – Czesław Chęciński, polski patolog, malariolog (ur. 1851)
- 1919 – Amado Nervo, meksykański poeta, dyplomata (ur. 1870)
- 1922 – Hans Lutsch, niemiecki historyk sztuki, konserwator zabytków (ur. 1854)
- 1924:
  - Charles August Lindbergh, amerykański prawnik, polityk pochodzenia szwedzkiego, ojciec Charlesa (ur. 1859)
  - Vratislav Pasovský, czeski architekt, działacz turystyczny (ur. 1854)
- 1927 – Stanisław Bohusz-Siestrzeńcewicz, polski malarz, rysownik, pedagog (ur. 1869)
- 1928 – Menachem Mendel Stern, polski rabin i dajan gmin żydowskich (ur. 1855)
- 1929 – Nicolaus Spit, holenderski duchowny starokatolicki, biskup Deventer (ur. 1853)
- 1931 – Karl Franz Josef Bělař, austriacki protistolog (ur. 1895)
- 1932:
  - Carl Benda, niemiecki anatom, patolog (ur. 1857)
  - Kuprijan Kirkiż, radziecki wojskowy, polityk (ur. 1888)
- 1933 – Ludwik Dąbrowski, polski generał brygady, lekarz (ur. 1862)
- 1935 – Patrick Clune, australijski duchowny katolicki pochodzenia irlandzkiego, arcybiskup Perth (ur. 1864)
- 1939 – Aleksander Brückner, polski językoznawca, slawista, historyk kutury i literatury polskiej (ur. 1856)
- 1940:
  - Achim von Arnim, niemiecki naukowiec, generał (ur. 1881)
  - Józef Kurzawa, polski duchowny katolicki, męczennik, błogosławiony (ur. 1910)
  - Wincenty Matuszewski, polski duchowny katolicki, męczennik, błogosławiony (ur. 1869)
  - Aleksander (Pietrowski), rosyjski biskup i święty prawosławny (ur. 1851)
- 1941:
  - Emil Gerlach, polski przemysłowiec pochodzenia niemieckiego (ur. 1859)
  - Lancelot Holland, brytyjski wiceadmirał (ur. 1887)
  - Ralph Kerr, brytyjski oficer Royal Navy (ur. 1891)
  - Zofia Luksemburska, księżna Saksonii (ur. 1902)
- 1942:
  - Anna Białokurowa, polska polonistka, nauczycielka (ur. 1897)
  - Iwan Horbaczewski, ukraiński chemik, biochemik, higienista, epidemiolog, polityk, minister zdrowia Austro-Węgier (ur. 1854)
  - Augustyn Suski, polski pedagog, poeta, działacz ruchu ludowego (ur. 1907)
  - German (Weinberg), rosyjski biskup prawosławny (ur. 1895)
- 1943 – Nat Butler, amerykański kolarz torowy i szosowy (ur. 1870)
- 1944:
  - Sylvester Antolak, amerykański starszy sierżant pochodzenia polskiego (ur. 1916)
  - Bronisław Brunka, polski działacz konspiracji antyhitlerowskiej (ur. 1904)
  - Inigo Campioni, włoski admirał (ur. 1878)
- 1945:
  - Stiepan Daniłow, radziecki generał major lotnictwa, as myśliwski (ur. 1909)
  - Henryk Deresiewicz, polski kapitan UB (ur. 1914)
  - Robert von Greim, niemiecki pilot wojskowy, as myśliwski, feldmarszałek (ur. 1892)
  - Walter Scherff, niemiecki generał, historyk wojskowości (ur. 1898)
  - Franz Ziereis, niemiecki funkcjonariusz i zbrodniarz nazistowski (ur. 1905)
- 1946:
  - Roman Jaroszyński, polski plutonowy, żołnierz AK (ur. 1915)
  - Stanisław Kaczmarczyk, polski kolejarz, żołnierz PAS (ur. 1920)
  - Władysław Kudlik, polski żołnierz AK (ur. 1922)
  - Kazimierz Łuszczyński, polski karmelita trzewiczkowy, ogrodnik klasztorny, żołnierz NZW i NSZ (ur. 1921)
  - Władysław Skwarc, polski żołnierz AK (ur. 1926)
  - Władysław Ulanowski, polski fotograf, dowódca oddziału PAS (ur. 1921)
  - Zygmunt Wolanin, polski major, żołnierz NZW i NSZ (ur. 1914)
  - Władysław Żwirek, polski nauczyciel, podporucznik, żołnierz NSZ (ur. 1911)
- 1947 – Albert Guyot, francuski kierowca wyścigowy (ur. 1881)
- 1948 – Jacques Feyder, belgijski aktor, reżyser i scenarzysta filmowy (ur. 1885)
- 1949 – Aleksiej Szczusiew, rosyjski architekt (ur. 1873)
- 1950:
  - Marcel Haegelen, francuski pilot wojskowy, as myśliwski (ur. 1896)
  - Izydor Ngei Ko Lat, birmański katecheta, męczennik, błogosławiony (ur. 1918)
  - Archibald Wavell, brytyjski arystokrata, marszałek polny, polityk kolonialny, gubernator generalny i wicekról Indii (ur. 1883)
- 1951 – Christopher Ranck, niemiecki architekt, urbanista (ur. 1859)
- 1953:
  - Rafał Praga, polski dziennikarz, polityk, poseł na Sejm Ustawodawczy (ur. 1916)
  - Ludomił Pułaski, polski ziemianin, działacz społeczny, polityk, senator RP (ur. 1871)
- 1954 – Arno Schirokauer, niemiecki pisarz, germanista pochodzenia żydowskiego (ur. 1899)
- 1956:
  - Tadeusz Konkiewicz, polski piłkarz (ur. 1906)
  - Julia Świtalska, polska dermatolog (ur. 1888)
  - Charles Thom, amerykański mykolog, mikrobiolog (ur. 1872)
- 1958 – Tadeusz Grodyński, polski ekonomista, polityk, kierownik resortu skarbu (ur. 1888)
- 1959:
  - Henri Grappin, francuski pisarz, polonista, slawista (ur. 1881)
  - Antonín Veverka, czeski taternik, alpinista, działacz turystyczny (ur. 1908)
- 1960:
  - David Worth Bagley, amerykański admirał (ur. 1883)
  - Ethel Myers, amerykańska rzeźbiarka, malarka, projektantka mody, wykładowczyni akademicka (ur. 1881)
  - Howard Orville, amerykański oficer marynarki wojennej, meteorolog (ur. 1901)
- 1961 – George E. Cryer, amerykański polityk, burmistrz Los Angeles (ur. 1876)
- 1962:
  - Eino Nieminen, fiński językoznawca, slawista i polonista, wykładowca akademicki (ur. 1891)
  - Jan Robel, polski chemik, wykładowca akademicki (ur. 1886)
- 1963 – Elmore James, amerykański muzyk bluesowy, kompozytor (ur. 1918)
- 1964 – Erich Möller, niemiecki kolarz szosowy i torowy (ur. 1905)
- 1965:
  - Thomas Holcomb, amerykański generał piechoty morskiej, dyplomata (ur. 1879)
  - Bogdan Horodyski, polski historyk, bibliotekarz (ur. 1904)
- 1968:
  - Henryk Grzondziel, polski duchowny katolicki, biskup pomocniczy gnieźnieński i opolski (ur. 1897)
  - Franco Riccardi, włoski szpadzista (ur. 1905)
- 1969:
  - Hjalmar Cedercrona, szwedzki gimnastyk (ur. 1883)
  - Mitzi Green, amerykańska aktorka (ur. 1920)
  - Miklós Szilvásy, węgierski zapaśnik (ur. 1925)
  - Edmund Wilczyński, polski polityk, senator RP (ur. 1896)
- 1971:
  - Thomas J. Dodd, amerykański polityk (ur. 1907)
  - Raichō Hiratsuka, japońska dziennikarka, pisarka, aktywistka polityczna (ur. 1886)
- 1972:
  - Miguel Caló, argentyński bandoneonista, szef orkiestry tanga argentyńskiego, kompozytor (ur. 1907)
  - Michał Choromański, polski prozaik, dramaturg (ur. 1904)
  - Harald Hagen, norweski żeglarz sportowy (ur. 1902)
  - Asta Nielsen, duńska aktorka (ur. 1881)
- 1973 – William Oswald Mills, amerykański polityk (ur. 1924)
- 1974:
  - Arthur M. Chickering, amerykański arachnolog, cytolog (ur. 1887)
  - Duke Ellington, amerykański pianista jazzowy, kompozytor, aranżer (ur. 1899)
  - Konrad Frey, niemiecki gimnastyk (ur. 1909)
  - Max Ritter, niemiecki pływak, działacz sportowy (ur. 1886)
- 1975:
  - Everett G. Burkhalter, amerykański polityk (ur. 1897)
  - Romuald Balawelder, polski filozof, pedagog, literat, geograf, podróżnik (ur. 1893)
  - Jan Zdzitowiecki, polski profesor prawa finansowego, działacz ruchu narodowego (ur. 1897)
- 1976 – Hugo Wieslander, szwedzki lekkoatleta, wieloboista (ur. 1889)
- 1977:
  - Kazimierz Kalinowski, polski farmaceuta, fizykochemik, wykładowca akademicki (ur. 1906)
  - Tadeusz Kazimierz Sowicki, polski poeta, scenograf, malarz (ur. 1915)
- 1978:
  - Cyrille Adoula, kongijski polityk, premier Republiki Konga (ur. 1923)
  - Stefan Kątski, polski porucznik, malarz, konserwator dzieł sztuki (ur. 1898)
- 1979 – John Andersson, szwedzki bokser (ur. 1909)
- 1980 – Kim Jae-kyu, południowokoreański generał, szef wywiadu, zabójca (ur. 1926)
- 1981:
  - George Jessel, amerykański aktor, komik, producent filmowy (ur. 1898)
  - Herbert Müller, szwajcarski kierowca wyścigowy (ur. 1940)
  - Eugeniusz Ralski, polski fitopatolog, zoolog (ur. 1910)
  - Jaime Roldós Aguilera, ekwadorski polityk, prezydent Ekwadoru (ur. 1940)
  - Janina Siwkowska, polska pisarka, poetka (ur. 1906)
- 1982 – Stanisława Perzanowska, polska aktorka (ur. 1898)
- 1983 – Otto Axer, polski scenograf, malarz, grafik, ilustrator książek, pedagog (ur. 1906)
- 1986 – Aleksandra Leszczyńska, polska aktorka (ur. 1900)
- 1987 – Hermione Gingold, brytyjska aktorka (ur. 1897)
- 1988:
  - Ernest Labrousse, francuski historyk (ur. 1895)
  - Aleksiej Łosiew, rosyjski filozof, filolog klasyczny, muzykolog (ur. 1893)
- 1989 – Mia Beyerl, austriacka śpiewaczka operowa, pianistka, pedagog (ur. 1900)
- 1990 – Julijans Vaivods, łotewski duchowny katolicki, administrator apostolski archidiecezji ryskiej i diecezji lipawskiej, kardynał (ur. 1895)
- 1991:
  - Jurij Puzyriow, rosyjski aktor (ur. 1926)
  - Eugeniusz Szulc, polski historyk, ewangelicyzmu, varavianista (ur. 1919)
- 1992 – Hitoshi Ogawa, japoński kierowca wyścigowy (ur. 1956)
- 1993 – Juan Jesús Posadas Ocampo, meksykański duchowny katolicki, arcybiskup metropolita Guadalajary, kardynał, męczennik (ur. 1926)
- 1995 – Harold Wilson, brytyjski polityk, premier Wielkiej Brytanii (ur. 1916)
- 1996:
  - Joseph Mitchell, amerykański pisarz (ur. 1908)
  - Marek Rostworowski, polski historyk sztuki, muzeolog, polityk, minister kultury i sztuki (ur. 1921)
- 1997:
  - Edward Mulhare, irlandzki aktor, prezenter telewizyjny (ur. 1923)
  - Azem Shkreli, albański pisarz, poeta (ur. 1938)
- 1999 – Józef Grzegorz Ratajczak, polski pisarz, poeta (ur. 1932)
- 2000 – Kurt Schork, amerykański dziennikarz (ur. 1947)
- 2001 – Javier Urruticoechea, baskijski piłkarz (ur. 1952)
- 2002:
  - Zdzisław Czeszejko-Sochacki, polski prawnik, wykładowca akademicki, adwokat, radca prawny, dyplomata, polityk, poseł na Sejm PRL, prezes NRA, sędzia TK (ur. 1927)
  - Xi Zhongxun, chiński rewolucjonista, partyzant, polityk (ur. 1913)
- 2003:
  - Edward Bogusławski, polski kompozytor (ur. 1940)
  - Rachel Kempson, brytyjska aktorka (ur. 1910)
- 2004 – Ibrahim Tukiçi, albański wokalista, kompozytor (ur. 1926)
- 2006:
  - Heinz Stettler, szwajcarski bobsleista (ur. 1953)
  - Michał Życzkowski, polski profesor mechaniki stosowanej (ur. 1930)
- 2007:
  - Hans Bjørnstad, norweski skoczek narciarski (ur. 1928)
  - David Renton, brytyjski prawnik, polityk (ur. 1908)
  - Eugenia Szaniawska-Wysocka, polska śpiewaczka operowa (sopran), pedagog (ur. 1921)
- 2008:
  - Buchuti Gurgenidze, gruziński szachista (ur. 1933)
  - Stefan Jarzębski, polski polityk, minister ochrony środowiska i zasobów naturalnych (ur. 1917)
  - Robert Knox, brytyjski aktor (ur. 1989)
  - Dick Martin, amerykański aktor, komik, reżyser filmowy (ur. 1922)
  - Józef Szaflik, polski historyk, wykładowca akademicki (ur. 1930)
- 2010:
  - Paul Gray, amerykański basista, członek zespołu Slipknot (ur. 1972)
  - Petr Muk, czeski muzyk, piosenkarz (ur. 1965)
- 2011 – Ilona Stawińska, polska aktorka (ur. 1932)
- 2012:
  - Klaas Carel Faber, niemiecki zbrodniarz wojenny pochodzenia holenderskiego (ur. 1922)
  - Andrzej Jurek, polski aktor (ur. 1967)
  - Juan Francisco Lombardo, argentyński piłkarz (ur. 1925)
  - Wiesław Nowicki, polski aktor (ur. 1946)
- 2013:
  - Alicja Borowska, polska biolog, mikolog, wykładowczyni akademicka (ur. 1929)
  - Wiktor Domuchowski, gruziński fizyk, działacz społeczny i polityczny, emigrant pochodzenia polskiego (ur. 1948)
  - Arnoldo Martínez Verdugo, meksykański polityk komunistyczny (ur. 1925)
  - Antonio Puchades, hiszpański piłkarz (ur. 1925)
  - Ed Shaughnessy, amerykański perkusista jazzowy (ur. 1929)
  - Piotr Todorowski, rosyjski reżyser i scenarzysta filmowy (ur. 1925)
  - Elżbieta Wolicka-Wolszleger, polska filozof, historyk sztuki, malarka, eseistka, tłumaczka (ur. 1937)
- 2014:
  - Stanisław Bortnowski, polski doktor filologii polskiej, wykładowca akademicki (ur. 1935)
  - Stefan Sękowski, polski chemik, popularyzator nauki, żołnierz AK, działacz opozycji antykomunistycznej (ur. 1925)
- 2015:
  - Vladimír Hagara, słowacki piłkarz (ur. 1943)
  - Krzysztof Kąkolewski, polski pisarz, publicysta, reporter, scenarzysta filmowy (ur. 1930)
  - Tanith Lee, brytyjska pisarka (ur. 1947)
- 2016:
  - Burt Kwouk, brytyjski aktor (ur. 1930)
  - Leo Proost, belgijski kolarz szosowy i torowy (ur. 1933)
- 2017:
  - Denis Johnson, niemiecki pisarz (ur. 1949)
  - Jerzy Nalichowski, polski inżynier, działacz opozycji antykomunistycznej, polityk (ur. 1944)
- 2018:
  - Gudrun Burwitz, niemiecka działaczka neonazistowska, córka Heinricha Himmlera (ur. 1929)
  - Phil Emmanuel, australijski gitarzysta rockowy (ur. 1952)
  - Elżbieta Krywsza-Fedorowicz, polska scenograf teatralna i telewizyjna (ur. 1944)
  - Jerry Maren, amerykański aktor, kaskader (ur. 1920)
- 2019:
  - Hugolino Cerasuolo Stacey, ekwadorski duchowny katolicki, biskup Loja (ur. 1932)
  - Jaroslav Erik Frič, czeski poeta, muzyk, wydawca i organizator festiwali kultury podziemnej (ur. 1949)
  - Murray Gell-Mann, amerykański fizyk teoretyk, wykładowca akademicki, laureat Nagrody Nobla (ur. 1929)
  - Jan Guz, polski związkowiec, przewodniczący OPZZ (ur. 1956)
  - Tadeusz Szybowski, polski aktor (ur. 1932)
- 2020:
  - Mukar Cholponbayev, kirgiski prawnik, polityk, minister sprawiedliwości (ur. 1950)
  - Jimmy Cobb, amerykański perkusista jazzowy (ur. 1929)
  - José Roberto Figueroa, honduraski piłkarz (ur. 1959)
  - Edyta Jurkowlaniec-Kopeć, polska biolog, wykładowczyni akademicka (ur. 1951)
- 2021:
  - Jeanne Bot, francuska superstulatka (ur. 1905)
  - Adolf Ojczyk, polski polityk, poseł na Sejm PRL (ur. 1937)
- 2022:
  - Barbara Allende, hiszpańska fotografka, projektantka okładek (ur. 1957)
  - Tadeusz Jankowski, polski biegacz narciarski (ur. 1930)
  - Salvador Ramos, amerykański masowy morderca (ur. 2004)
  - Stanisław Salmonowicz, polski prawnik (ur. 1931)
  - Thomas Ulsrud, norweski curler (ur. 1971)
- 2023:
  - Dano Heriban, słowacki aktor (ur. 1980)
  - Bill Lee, amerykański kontrabasista i basista jazzowy, kompozytor (ur. 1928)
  - Tina Turner, amerykańska piosenkarka, autorka tekstów (ur. 1939)
- 2024:
  - George William Coleman, amerykański duchowny katolicki, biskup Fall River (ur. 1939)
  - Jan Kačer, czeski aktor (ur. 1936)
  - Maciej Luśnia, polski aktor (ur. 1968)
  - Lew Stansby, amerykański brydżysta (ur. 1940)
  - Janusz Zimniak, polski duchowny katolicki, biskup pomocniczy katowicki i bielsko-żywiecki (ur. 1933)
- 2025:
  - Susan Brownmiller, amerykańska dziennikarka, feministka, pisarka (ur. 1935)
  - Nestor Celestial Cariño, filipiński duchowny katolicki, biskup Borongan i Legazpi (ur. 1938)
  - Kirił Iwkow, bułgarski piłkarz, trener (ur. 1946)
  - Walerij Lwow, rosyjski bokser (ur. 1953)
  - Piro Milkani, albański reżyser, scenarzysta i operator filmowy (ur. 1939)
  - Zofia Sawiczewska, polska ekonomistka, profesor nauk ekonomicznych (ur. 1938)